# Mesudus
Genre
Synonymes
- Manawa Forster, 1970 nec Hornibrook, 1949

Mesudus est un genre d'araignées aranéomorphes de la famille des Desidae.

## Distribution
Les espèces de ce genre sont endémiques de Nouvelle-Zélande.

## Liste des espèces
Selon World Spider Catalog (version 17.0, 07/06/2016) :
- Mesudus frondosus (Forster, 1970)
- Mesudus setosus (Forster, 1970)
- Mesudus solitarius (Forster, 1970)

## Publications originales
- Özdikmen, 2007 : Nomenclatural changes for seven preoccupied spider genera (Arachnida: Araneae). Munis entomology & zoology, vol. 2, p. 137-142 (texte intégral).
- Forster, 1970 : The spiders of New Zealand. Part III. Otago Museum Bulletin, vol. 3, p. 1-184.